# 万源街駅
座標: 北緯39度48分11秒 東経116度30分20秒 / 北緯39.802959度 東経116.50548度
万源街駅（ばんげんがいえき）は北京市大興区に位置する北京地下鉄亦荘線の駅である。

## 駅構造
- 相対式ホーム2面2線を有する高架駅。[2][3]

## 歴史
- 2010年12月30日 - 開業。

## 隣の駅
北京地下鉄
■亦荘線
亦荘文化園駅 - 万源街駅 - 栄京東街駅